# Och ändå rör hon sig

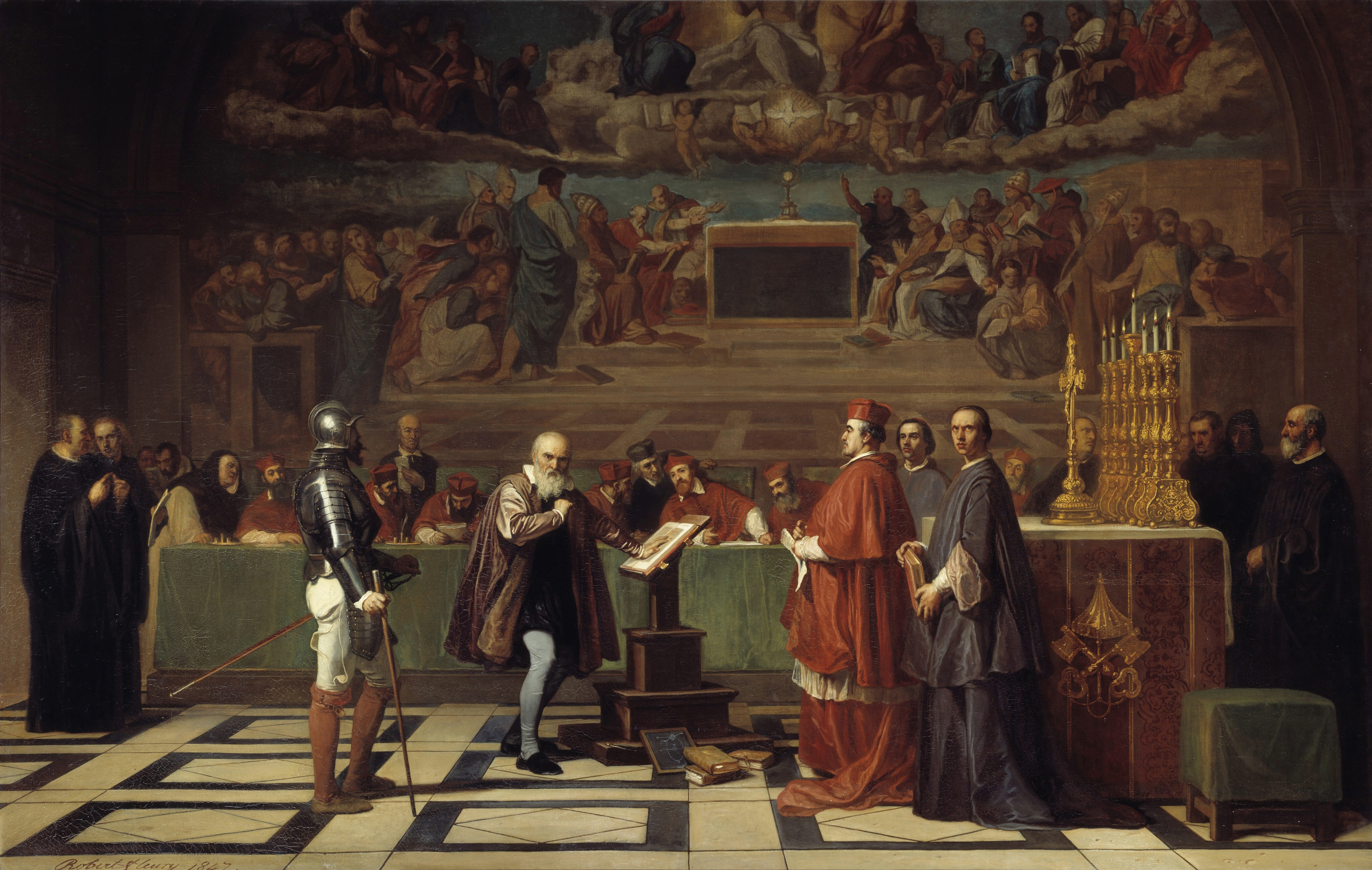
Galilei inför den kyrkliga domstolen.
1700-talsmålning av Joseph-Nicolas Robert-Fleury.

"Och likväl rör hon sig" (italienska: Eppur si muove; [epˈpur si ˈmwɔːve]) är en fras som skall ha sagts av Galileo Galilei inför Inkvisitionen 1633, efter att ha tvingats avsäga sina läror att jorden kretsar runt solen och inte tvärtom. Det finns dock inga bevis för att han skall ha uttalat orden. Uppgiften har tidigast anträffats 1757 i  historieskrivaren Giuseppe Barettis The Italian Library.
Vissa historiker menar att han skall ha yttrat orden då han under sin husarrest överfördes från bevakning under ärkebiskop Ascanio Piccolomini till någon som var mindre positiv till hans idéer.
I dag används frasen bland annat för att försöka övertyga en person att man har rätt oavsett vad den andre påstår.

## Galileiprocessen
Galilei utgav i Florens 1632 sitt mest berömda verk Dialogo sopra i due massimi sistemi del mondo som möttes med bifall i hela Europa. Men författaren visade öppet sina copernicanska åsikter, och dessa sårade påven Urban VIII. Galilei kallades den 1 oktober 1632 inför inkvisitionsdomstolen i Rom. Ur kyrkans synvinkel tillhörde himlen Gud som hade skapat den med människornas jord i centrum och alla de andra planeterna kretsande däromkring. Vatikanen var mån om att värna om den gamla världsbilden och Galileis fynd betraktades som direkt ogudaktiga. 
Efter flera förhör och tortyrhot måste han slutligen i juni 1633, "såsom skarpt misstänkt för kätteri", avsvärja sig sina åsikter, framförallt den åsikten "att solen är världens orörliga medelpunkt, och att jorden ej är orörlig, utan även har en daglig rotation". Enligt legenden skulle Galilei, då han reste sig från sin knäfallande ställning, ha mumlat mellan tänderna: "Eppur si muove!" Han dömdes till fängelse, men straffet mildrades till förvisning från Florens, och han fick slutligen genom sina vänners hjälp tillbringa de sista åren av sitt liv i en villa nära Florens. 
Påven bannlyste Galileis bok "Dialogo…", och Romersk-katolska kyrkan upphävde bannlysningen först 1835. Romersk-katolska kyrkan erkände 1992 även formellt att Galileis syn på solsystemet var riktig.

### Fotnoter
1. ↑  ”Galileo Galilei”. Faktoider. http://www.faktoider.nu/galileo.html. Läst 5 oktober 2014.
2. ↑  Drake Stillman (2003). Galileo at Work: His Scientific Biography (Facsim.). Mineola (N.Y.): Dover Publications Inc. ISBN 0486495426. http://books.google.co.uk/books?id=OwOlRPbrZeQC&printsec=frontcover#v=onepage&q&f=false
3. ↑  Stephen Hawking (2003). On the Shoulders of Giants: The Great Works of Physics and Astronomy. Running Press. sid. 396–7. ISBN 9780762416981. http://books.google.co.uk/books?id=pb6HR4DAEeMC&pg=PA396
4. ↑  The Trial of Galileo: A Chronology Arkiverad 5 februari 2007 hämtat från the Wayback Machine.